# 警固 (福岡市)
警固（けご）は、福岡市中央区の町名。現行の行政地名は、警固一丁目から警固三丁目まで。面積は32.48ヘクタール。2025年6月末現在の人口は5,112人。郵便番号は810-0023。

## 地理
警固は福岡市の都心部とされる中央区天神の南西約1キロメートルと都心部に近く、中央区のほぼ中心部に位置する。北で国道202号（国体道路）を挟んで赤坂及び大名と、東で今泉と、南で博多駅草ヶ江線（城南線）等を挟んで薬院、薬院伊福町（）、古小烏町（）及び桜坂と、西で桜坂と隣接する。国道202号の沿線は店舗、事務所等が多く、南側（特に三丁目）は住宅も多い。また、学校も多く立地しており、文教地区を形成している。

### 都市計画
都市計画に関しては、「福岡市都市計画マスタープラン」において定められた方針については次のとおりである。交通ネットワークとして都市の骨格となる国道202号の沿道や幹線道路である城南線、大正通り及び桜坂桧原線の沿道は、商業、業務、サービス施設や中高層住宅などが連続した「都市軸」や「沿道軸」に位置付けられている。土地利用については、警固一丁目は、都心機能を補完する業務施設・商業施設と中高層住宅が集積した職住近接の複合型のまち「都心核周辺ゾーン」に位置付けられ、高い指定容積率の有効活用や都心機能の向上などがまちづくりの視点とされている。主に警固二丁目にあたる国道202号（国体道路）や大正通りの沿線では、天神、大名等からなる都心部の外延部として、住宅を中心に都心機能を支援する業務施設・商業施設が共存する「複合市街地ゾーン」に位置付けられ、職住が調和した複合市街地づくりと良好な街並みの形成などがまちづくりの視点とされている。またこれらの南側では、戸建住宅などの低層住宅が大部分を占めるが、一部中高層住宅などが立地する「低中層住宅ゾーン」に位置付けられ、西側の桜坂等と同様に、低層住宅と中層住宅の調和、狭隘道路の改善などがまちづくりの視点とされている。用途地域については次のとおりである。警固一丁目の全て、国道202号（国体道路）と警固685、697線に挟まれた地域、警固685線の南側道路境界線から概ね30メートルの範囲の地域、桜坂桧原線の東側道路境界線から概ね30メートルの範囲の地域、福岡筑紫野線と警固693号線に挟まれた地域は商業地域に指定されている。博多駅草ヶ江線（城南線）の北側道路境界線から概ね30メートルの範囲の地域は近隣商業地域に指定されている。これら以外の地域は第一種住居地域に指定されている。また、警固三丁目の広範囲が風致地区に、一部の緑地等（菅原神社の周辺）で特別緑地保全地区に指定されている。

## 語源
名前は文永の役後、鎌倉幕府が元の再襲来に備えて設置した異国警固番役に因む。

## 歴史

### 町域の変遷
現在の地名は、1967年（昭和42年）における住居表示の実施に伴う地名変更によって定められたものであり、その実施前後の地名は次表のとおりである。
| 住居表示実施後               | 実施年月日         | 住居表示実施前 |
| ---------------------------- | ------------------ | --- |
| 警固一丁目から警固三丁目まで | 1967年（昭和42年） | 警固本町、東警固町、警固沖田町及び薬院原ノ町並びに警固本通一丁目から三丁目まで、西警固町、薬院大通一丁目、薬院大通二丁目、薬院相割町、薬院伊福町、薬院大坪町、薬院古浜町、薬院塩入町、古小烏町、薬院中溝町、岩戸町、浦谷、上出口町、中出口町及び薬院の各一部 |

## 人口
警固一丁目から警固三丁目までの人口の推移を福岡市の住民基本台帳（公称町別）に基づき示す（単位：人）。集計時点は各年9月末現在である。
- 2001年（平成13年）：4,045
- 2002年（平成14年）：4,116
- 2003年（平成15年）：4,099
- 2004年（平成16年）：4,030
- 2005年（平成17年）：4,105
- 2006年（平成18年）：4,139
- 2007年（平成19年）：4,127
- 2008年（平成20年）：4,271
- 2009年（平成21年）：4,442
- 2010年（平成22年）：4,679
- 2011年（平成23年）：4,920
- 2012年（平成24年）：5,055
- 2013年（平成25年）：5,102
- 2014年（平成26年）：5,194
- 2015年（平成27年）：5,135
- 2016年（平成28年）：5,234
- 2017年（平成29年）：5,155
- 2018年（平成30年）：5,189
- 2019年（令和元年）：5,196
- 2020年（令和2年）：5,203
- 2021年（令和3年）：5,137
- 2022年（令和4年）：5,155

## 交通

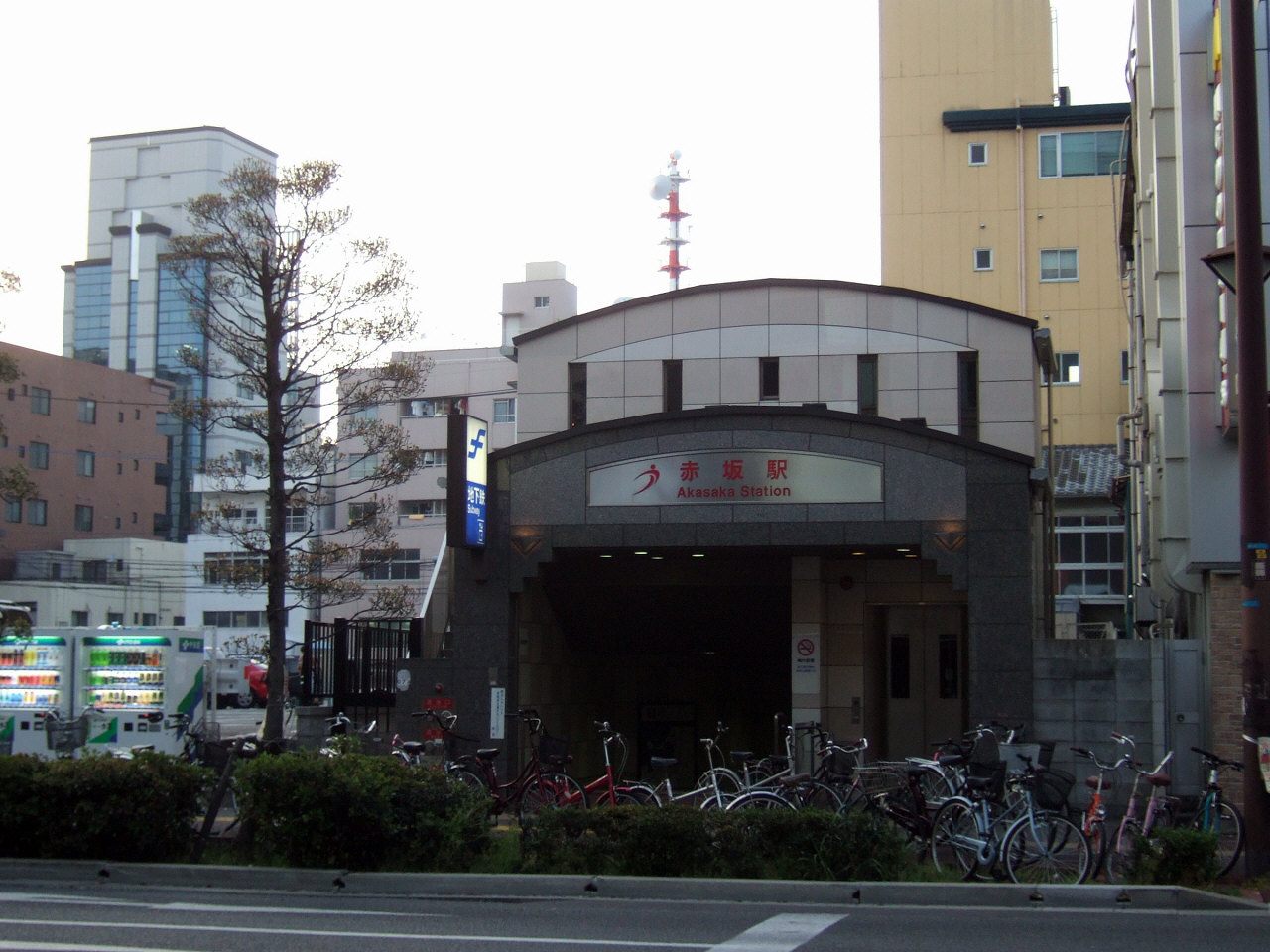
福岡市地下鉄赤坂駅出入口

### 鉄道
鉄道については、福岡市交通局が運営する地下鉄が近くに通っており、町外ではあるが、次の駅がある。
- 福岡市地下鉄空港線：赤坂駅（地区の北方、大名及び赤坂に跨る位置）
- 福岡市地下鉄七隈線：桜坂駅（地区の西南方向、桜坂三丁目）、薬院大通駅（地区の南東方向、薬院四丁目）

### バス
バスについては、西日本鉄道株式会社が運営する西鉄バスが運行しており、次の停留所がある。
- 国道202号線（国体道路）沿い：警固町、警固一丁目
- 博多駅草ヶ江線（城南線）沿い：雙葉学園入口
- 福岡筑紫野線（大正通り）沿い：薬院二丁目

### 道路
主な幹線道路は次の通り。

#### 都市高速道路
都市高速道路としては、町外ではあるが、北方に福岡高速環状線が通っており、最寄りの出入口は次の通り。
- 天神北出入口（料金所・ランプ ・インターチェンジ、道程で約2.0～3.5キロメートル）

#### 国道
国道としては次の通り。
- 国道202号（通称：けやき通り、国体道路）

#### 県道
- 福岡筑紫野線（大正通り）

#### 市道
市道としては次の通り。括弧内は福岡市道路愛称等。
- 原東警固線（国道202号と重複、通称：けやき通り、国体道路）
- 博多駅草ヶ江線（城南線）
- 警固今泉線
- 桜坂桧原線

道路の写真
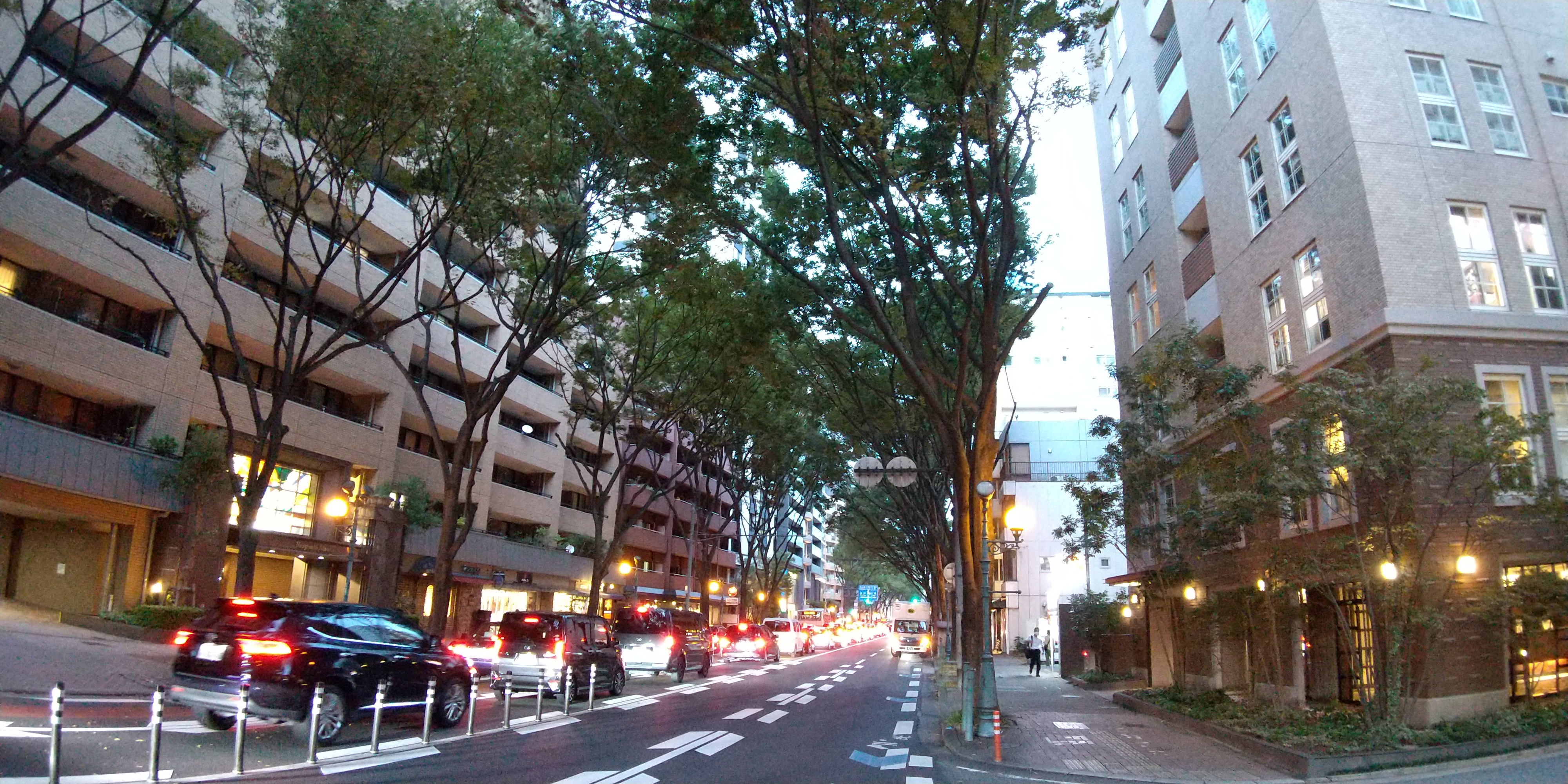
国体道路（「けやき通り」、警固689号線の東側、左：赤坂、右：警固）
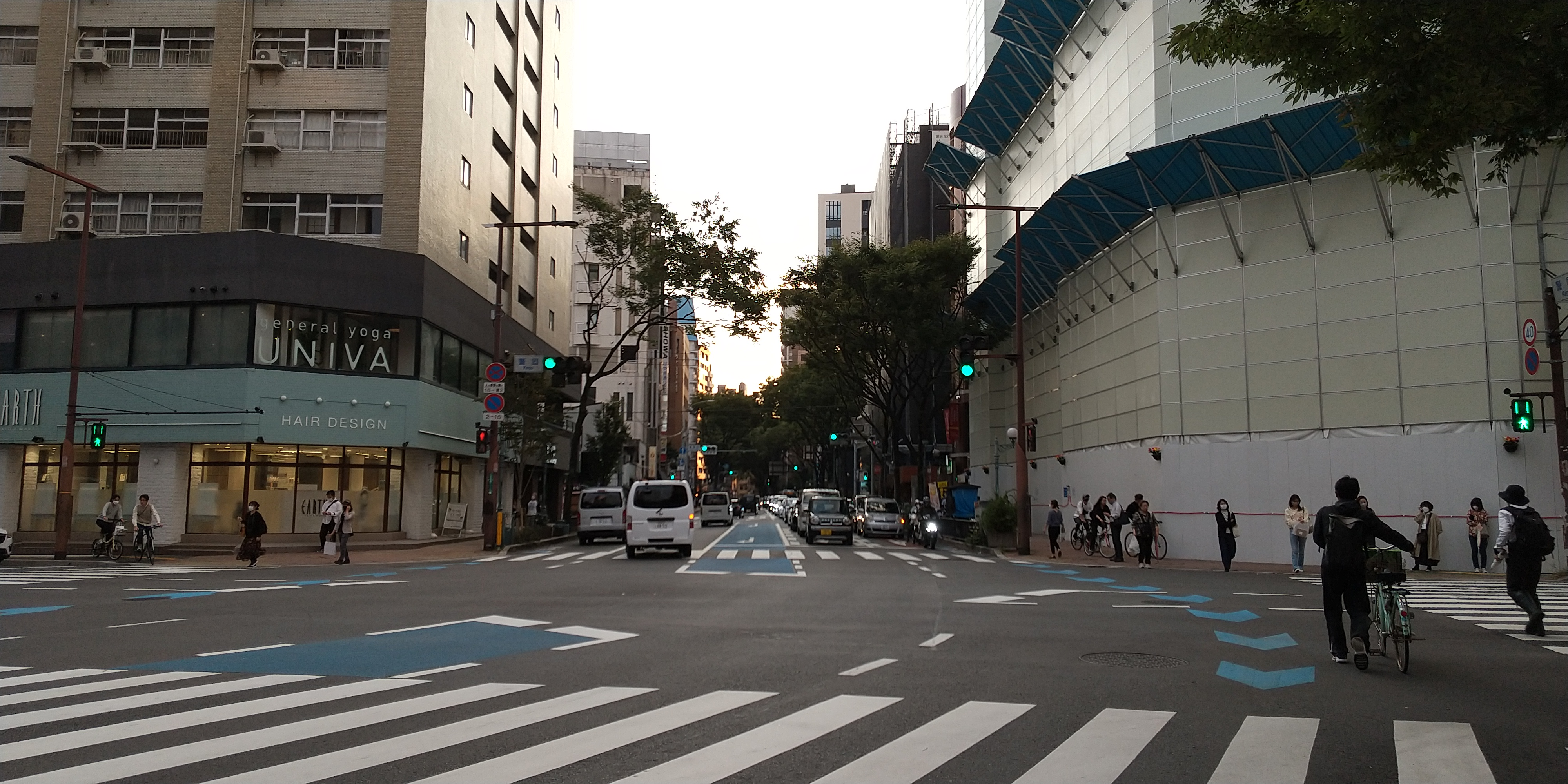
国体道路（「けやき通り」、警固交差点の西側、左：警固、右：赤坂）
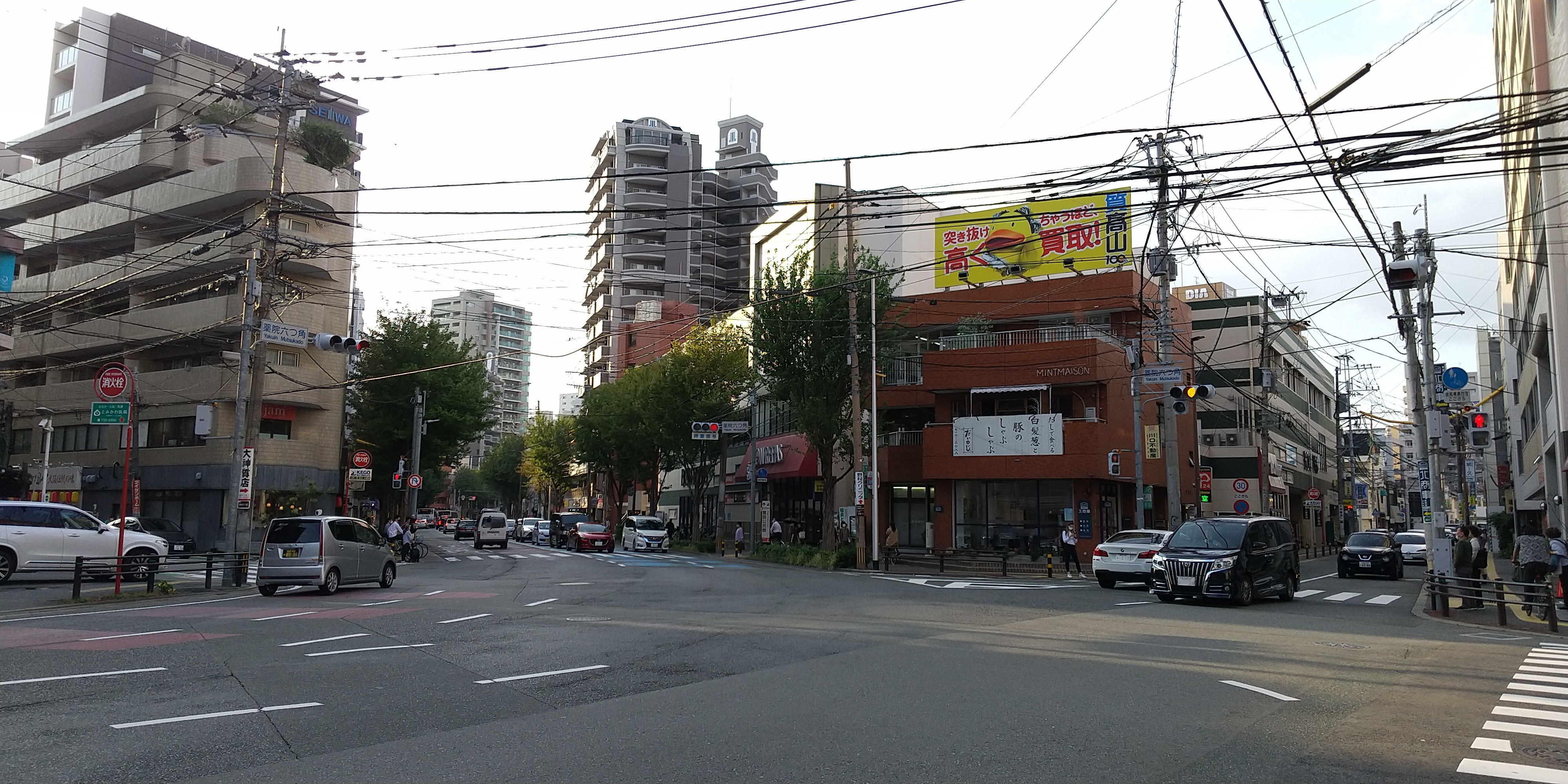
薬院六つ角（左から薬院、大正通り、警固、警固今泉線、今泉）
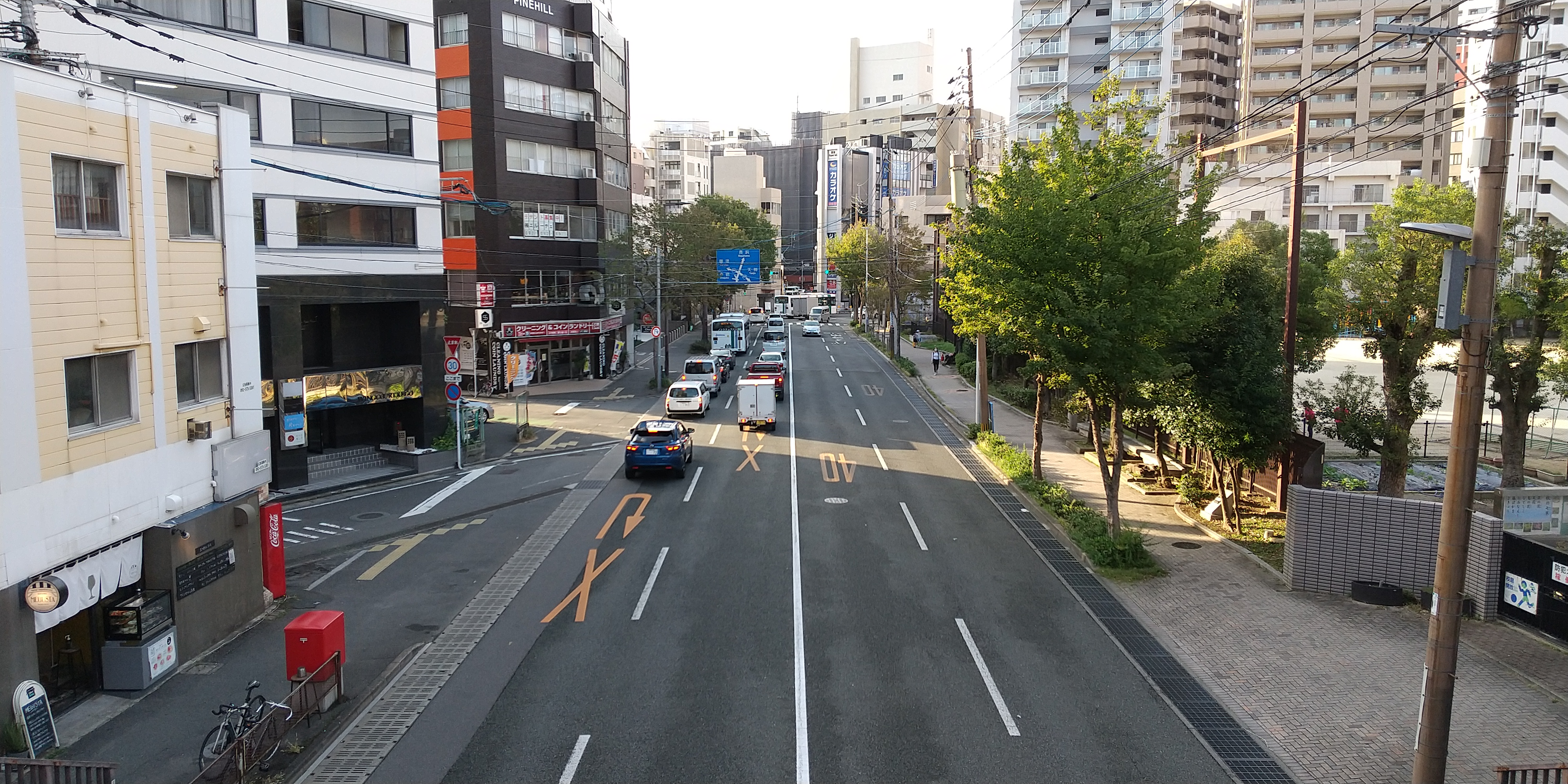
大正通り（警固歩道橋の北西側、左：警固二丁目、右：警固一丁目）
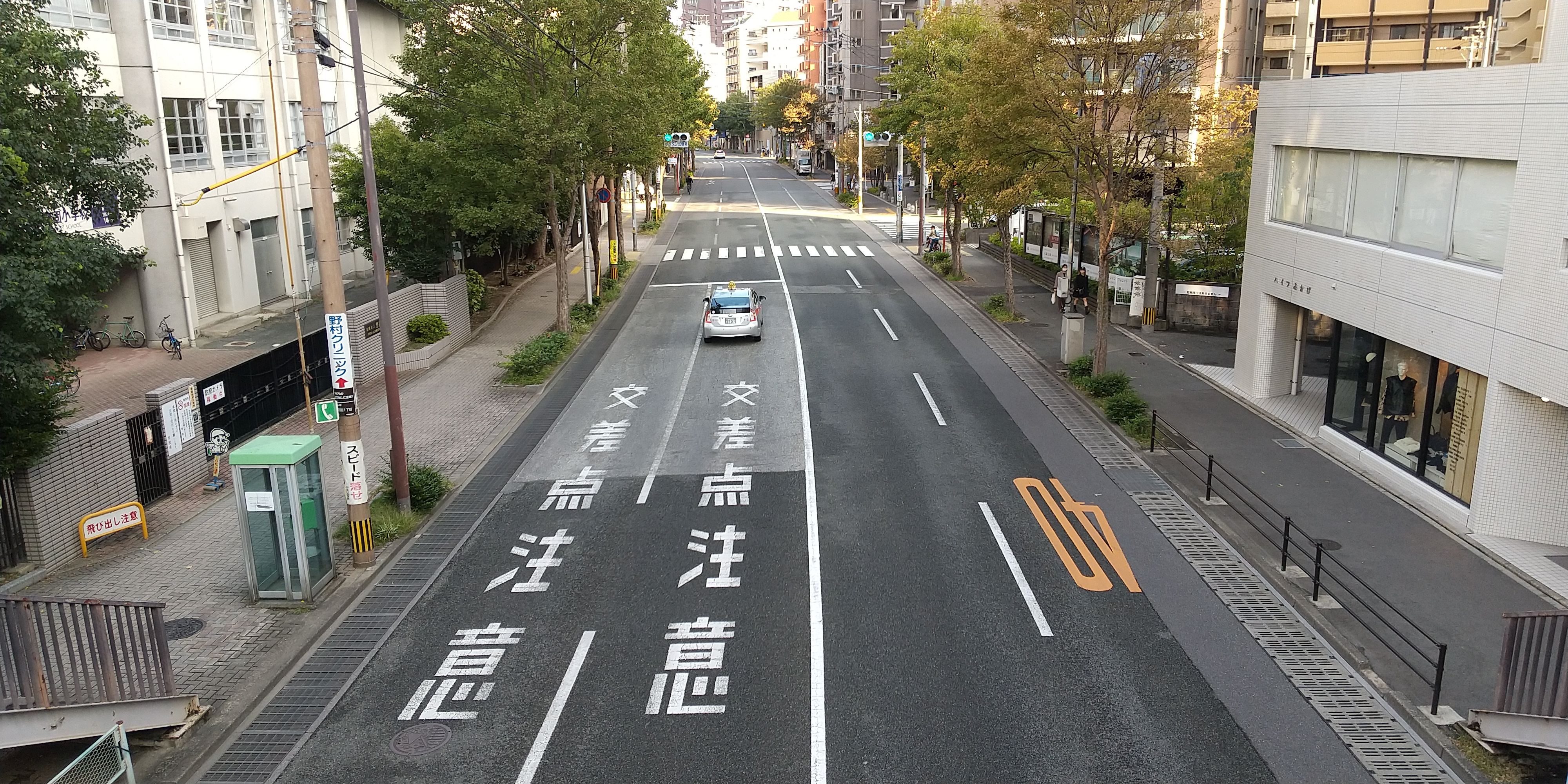
大正通り（警固歩道橋の南東側、左：警固一丁目、右：警固二丁目）
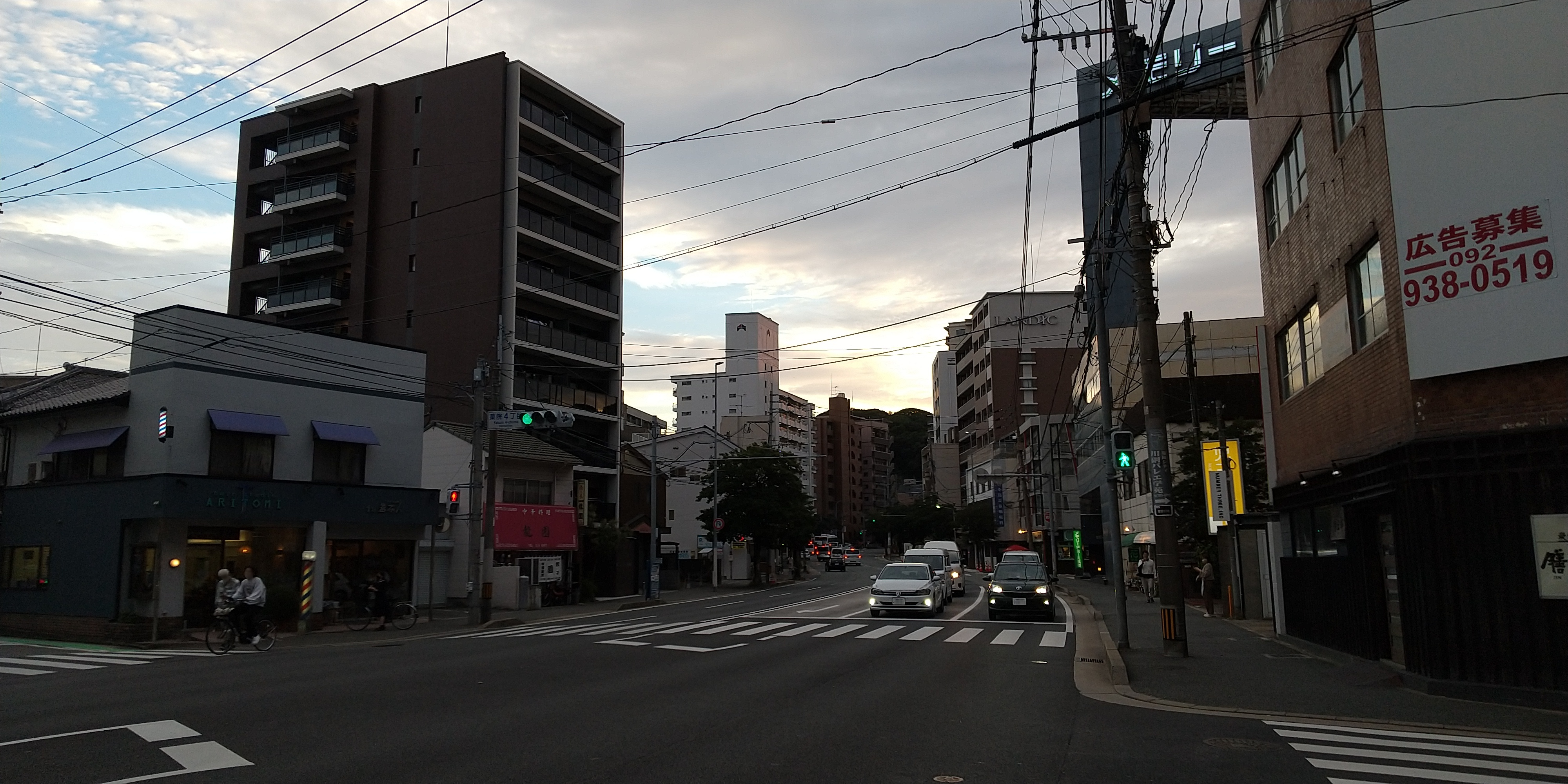
城南線（薬院四丁目交差点の西側、左：薬院伊福町、右：警固三丁目
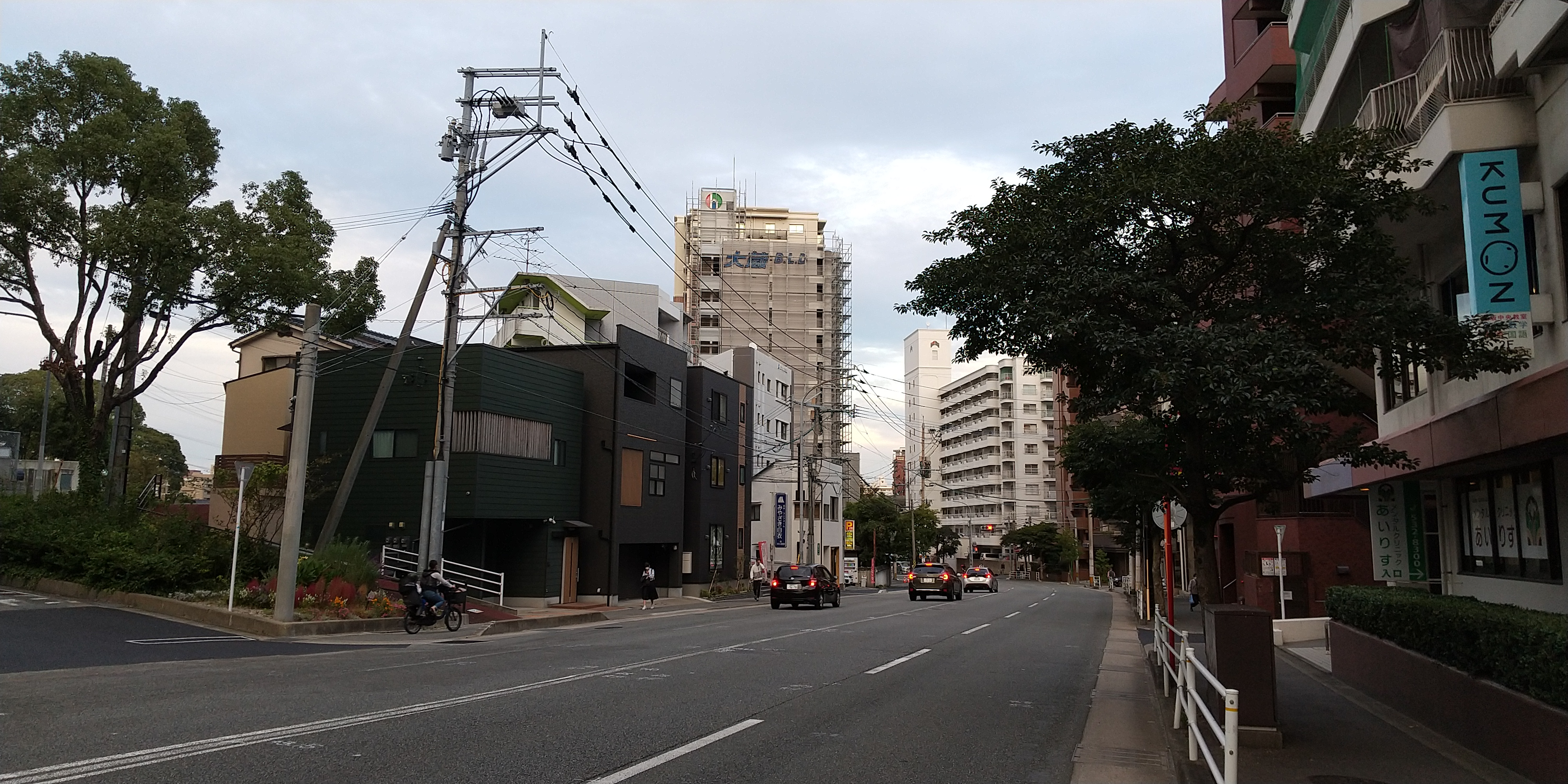
城南線（警固674号線の東側、左：警固三丁目、右：桜坂三丁目）
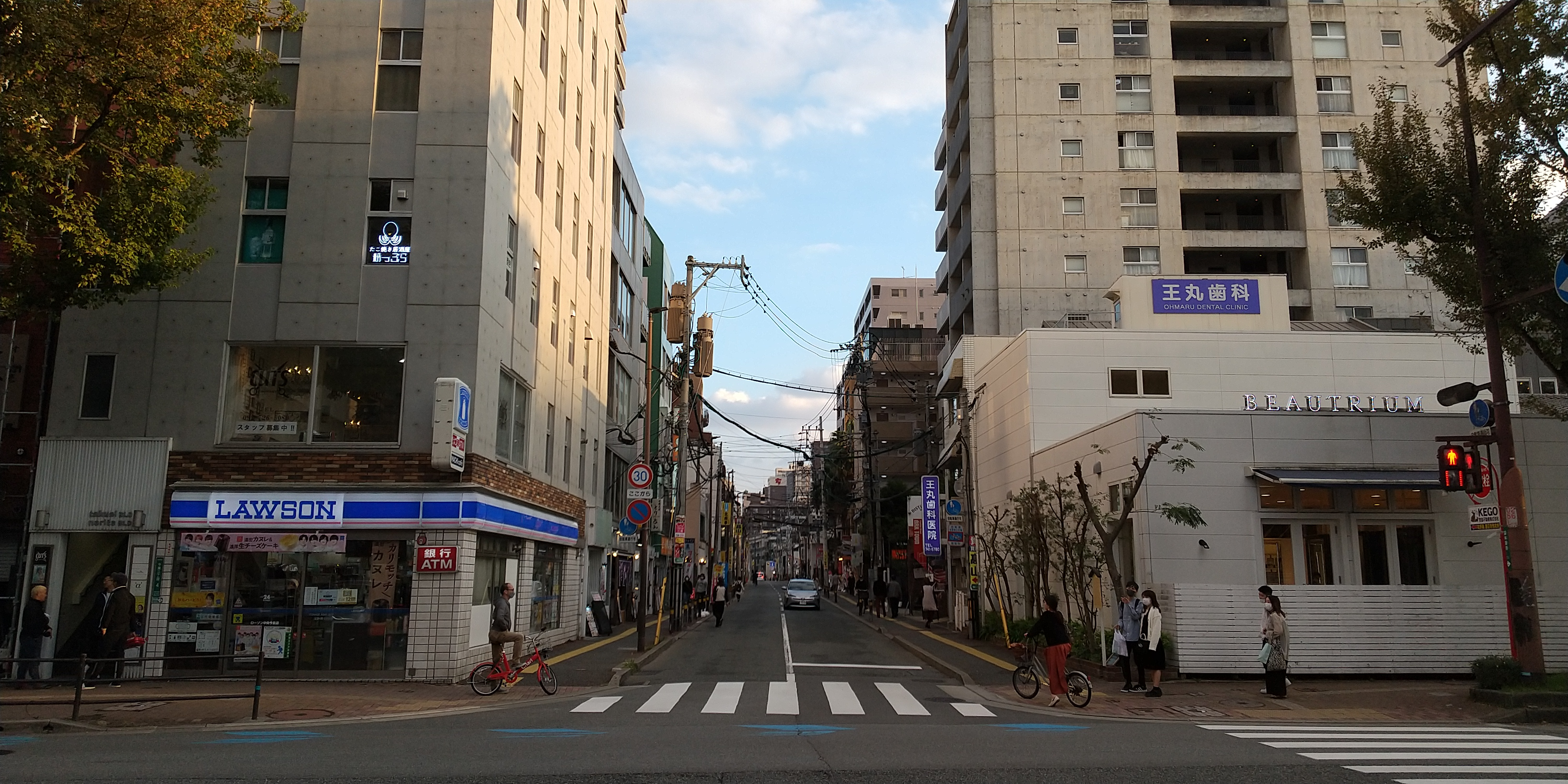
警固今泉線（左：今泉、右：警固）

## 施設

### 公共・公益施設
- 福岡市警固公民館[注釈 2]
- 警固交番[注釈 3]
- 警固南公園[注釈 4]
- 警固本町公園（けごほんまちこうえん）[注釈 5]
- 警固2号公園（愛称：めだか公園）[注釈 6]

公共・公益施設の写真
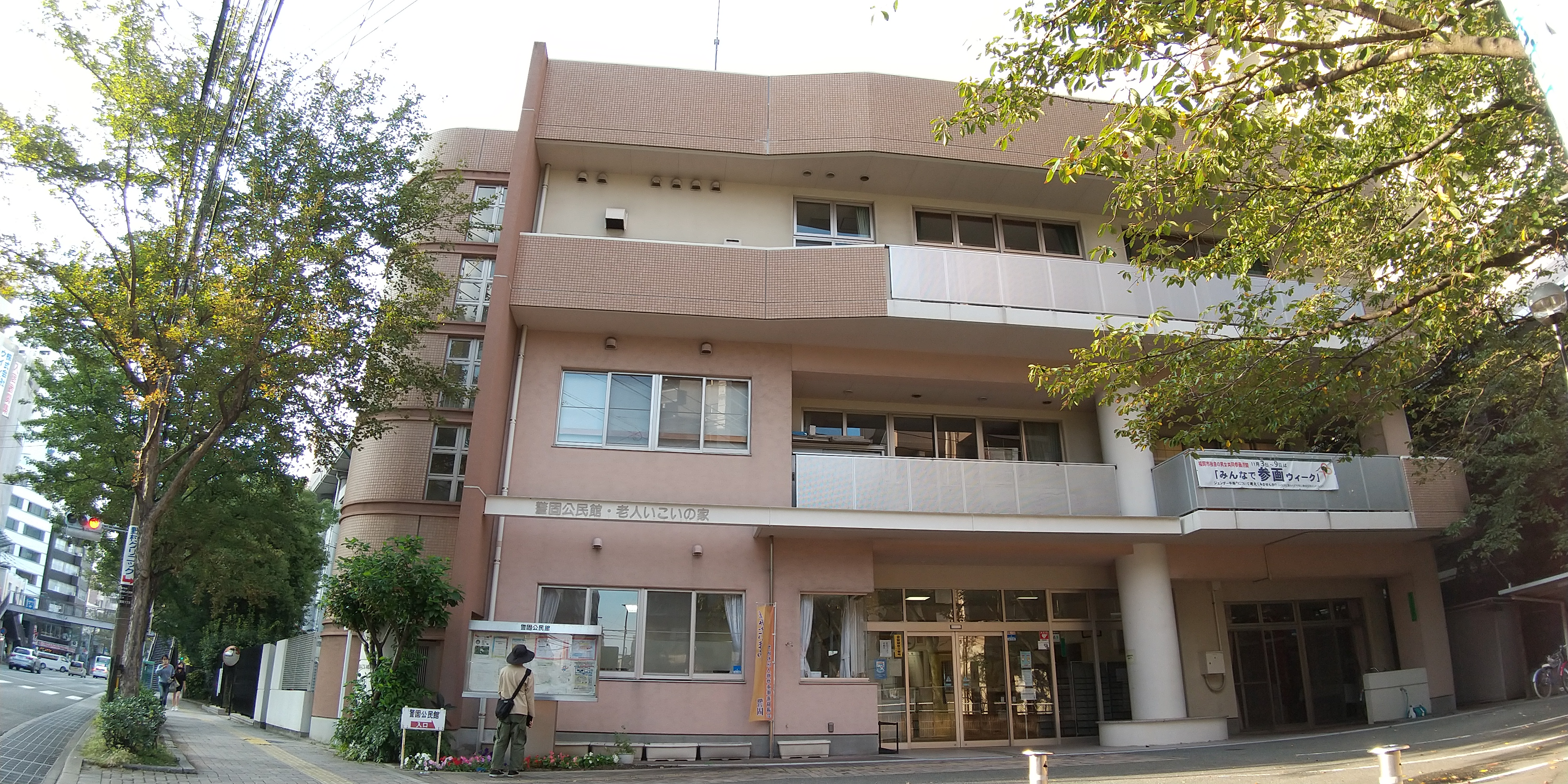
警固公民館
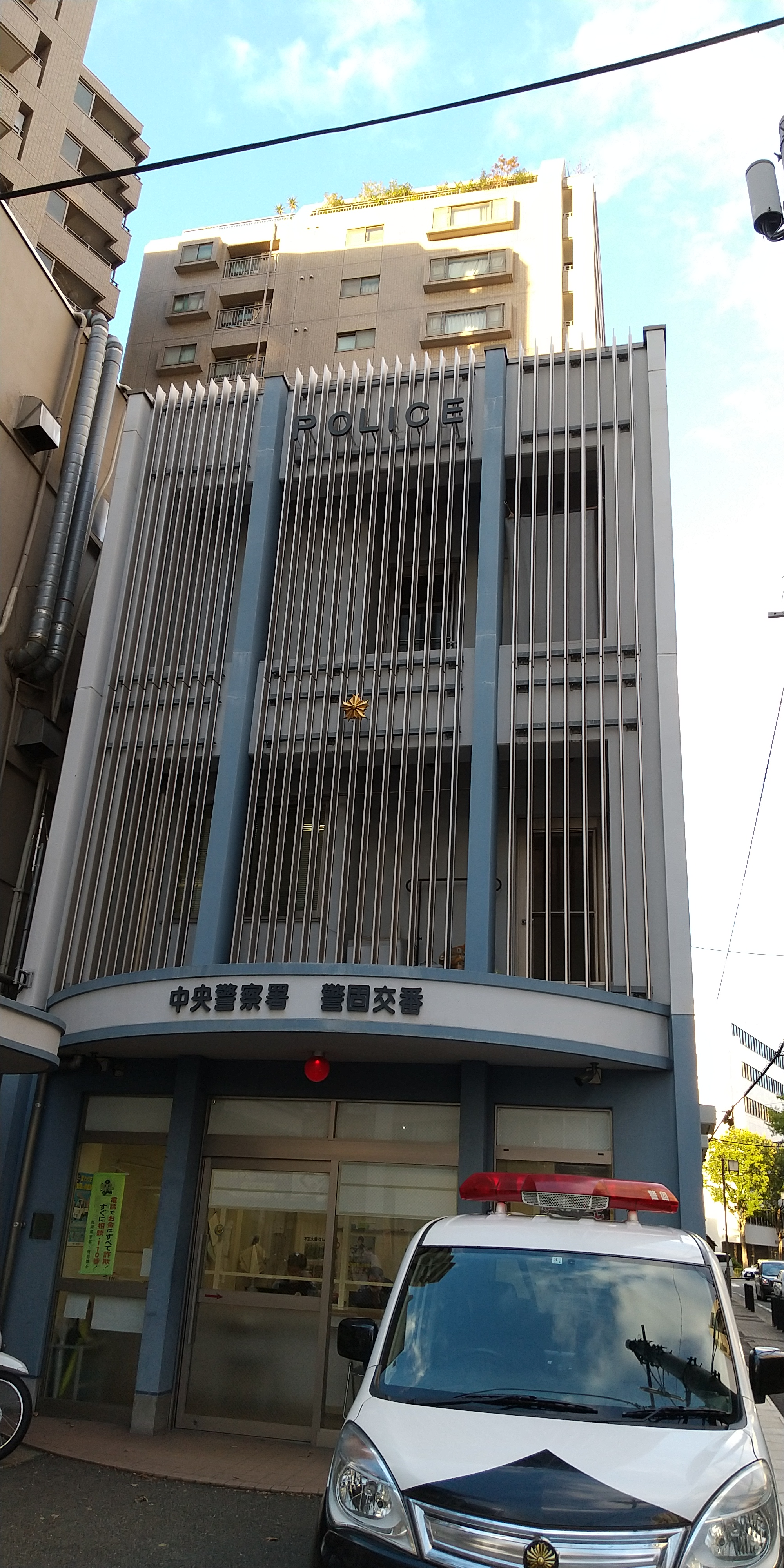
警固交番
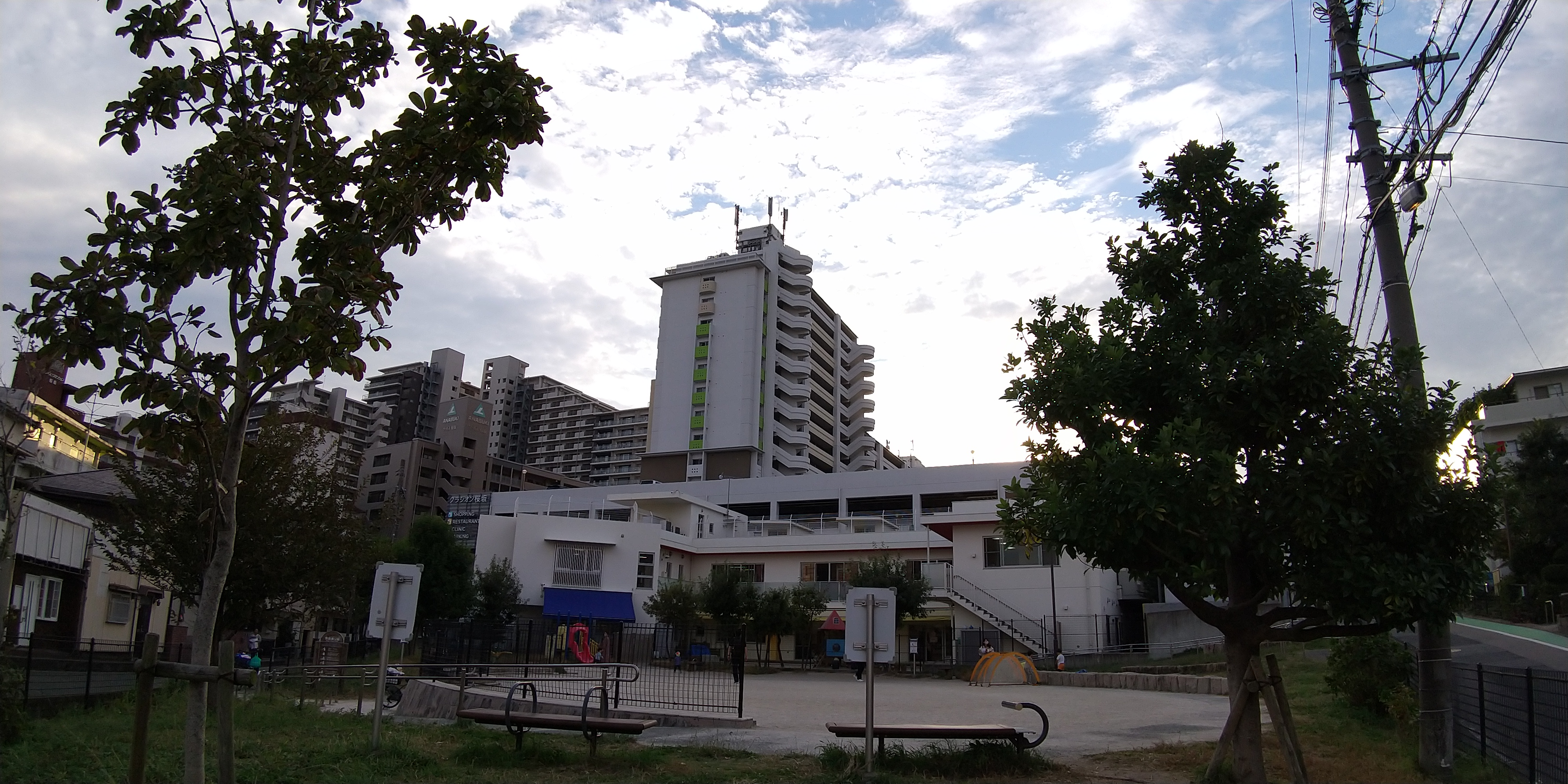
警固南公園
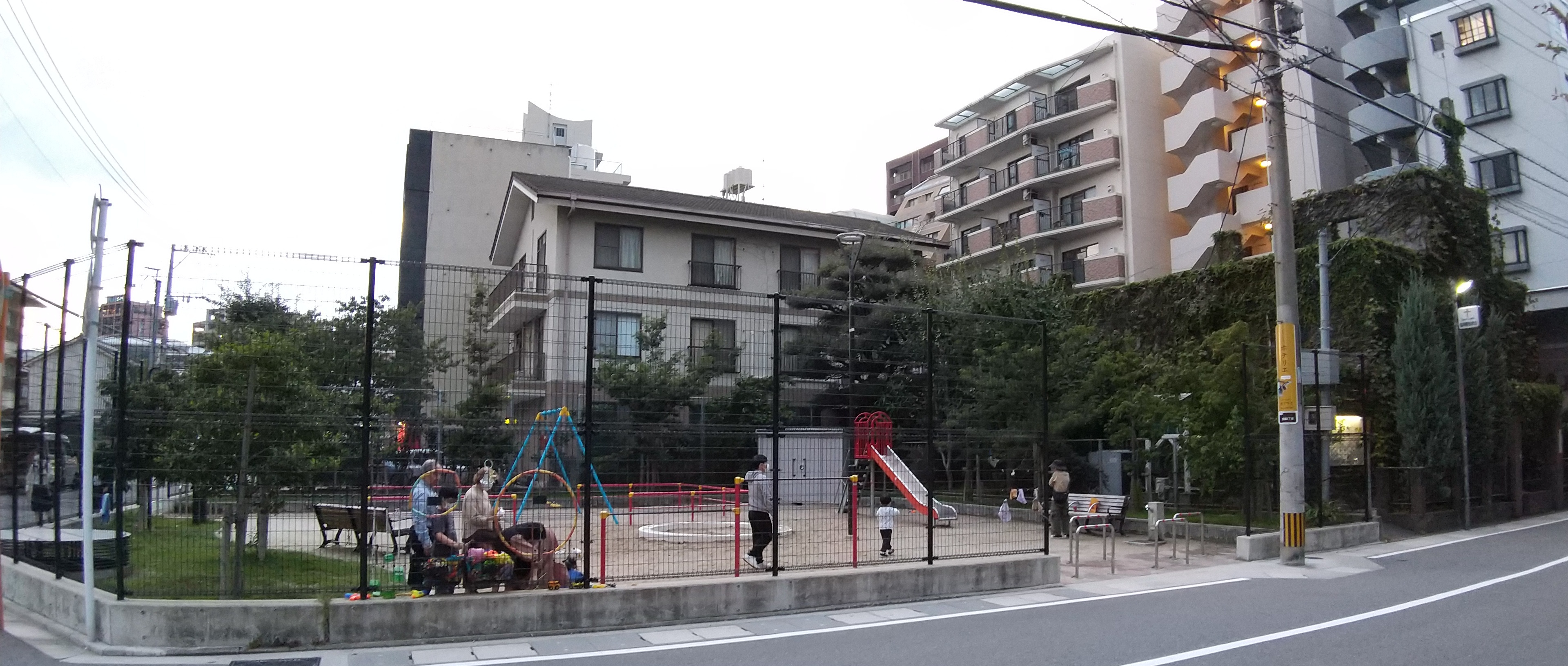
警固本町公園
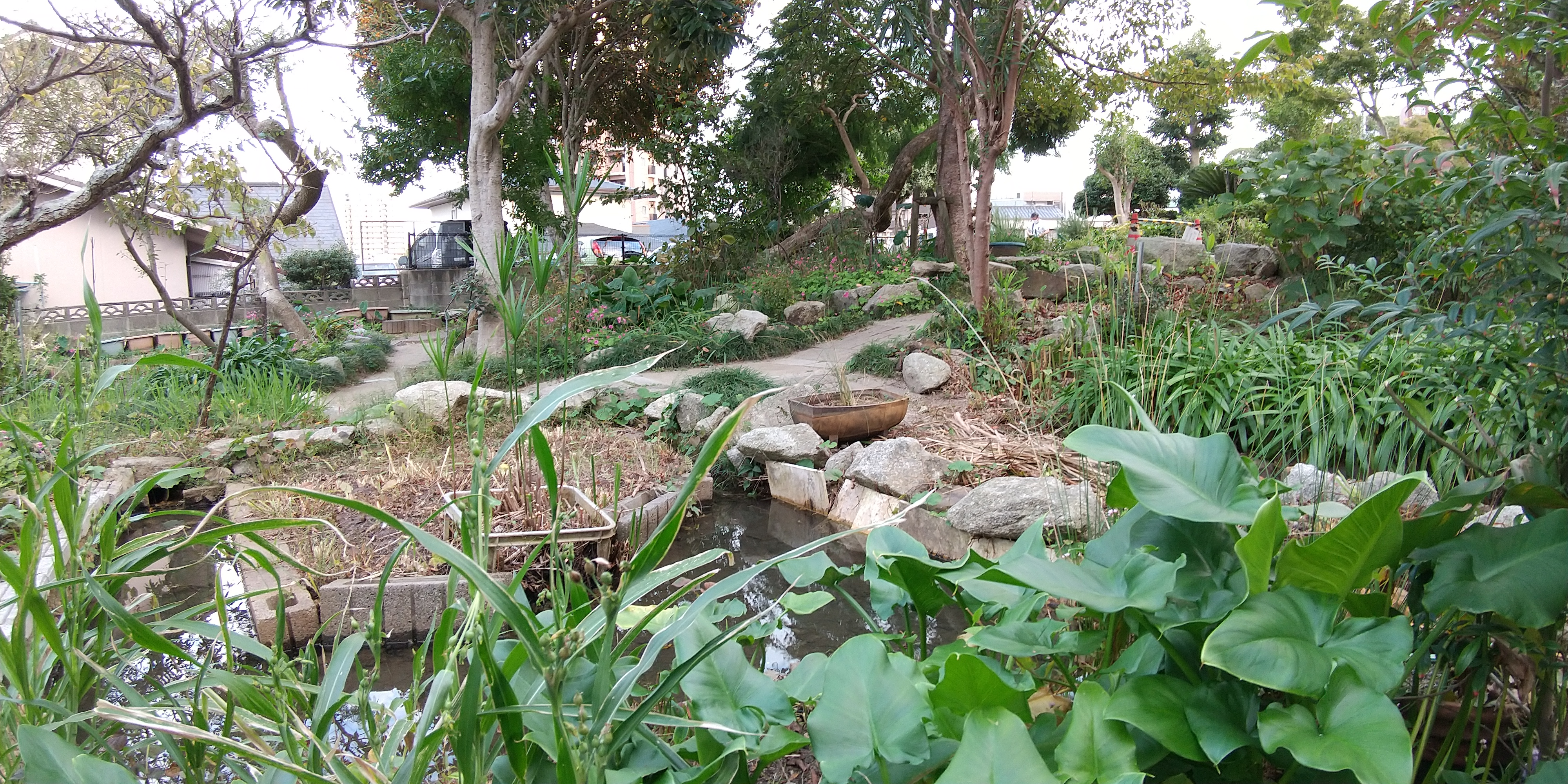
警固2号公園

### 教育施設

#### 公立学校
小学校については次の通り。
- 福岡市立警固小学校[注釈 7]

中学校については町内には存在しないが、校区については、次の学校の校区に属する。
- 福岡市立警固中学校[注釈 8]

#### 私立学校
- 筑紫女学園中学校・高等学校[注釈 9]

教育施設の写真
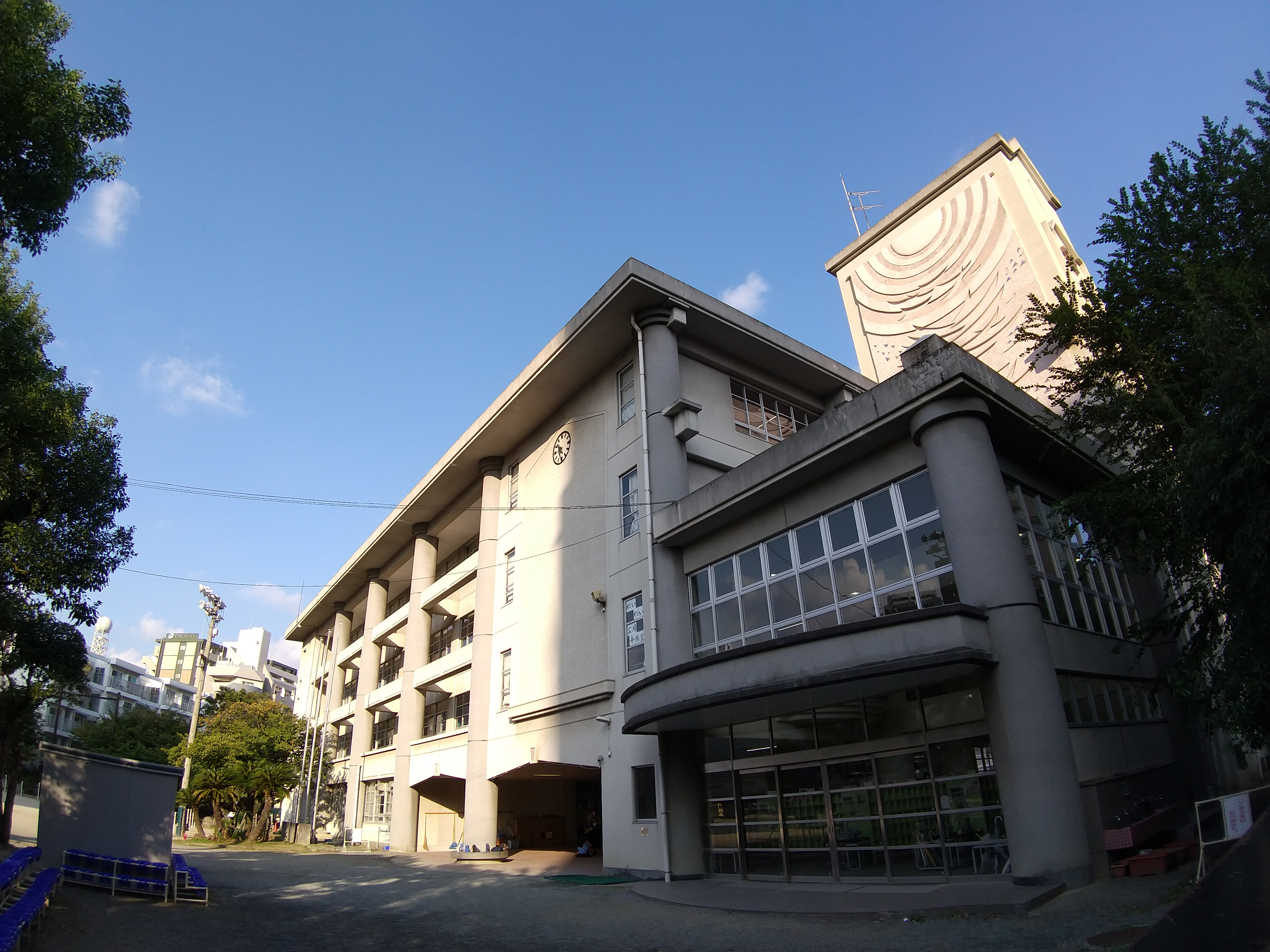
福岡市立警固小学校
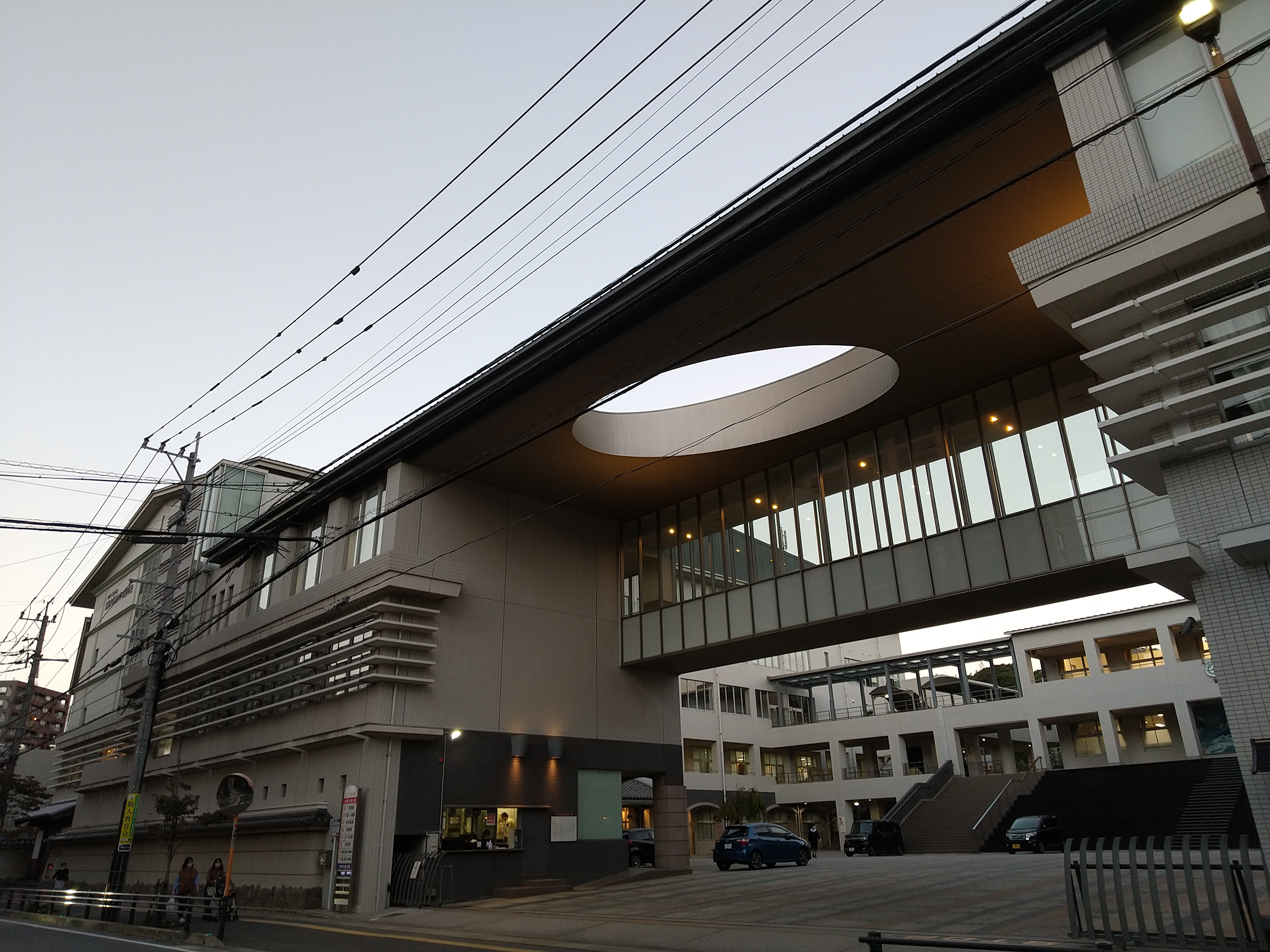
筑紫女学園中学校・高等学校

### その他の施設
- 福岡警固教会[注釈 10]
- 森本能舞台[注釈 11]

なお、警固の名称を有する警固公園は天神二丁目2番に所在する。

その他の施設の写真
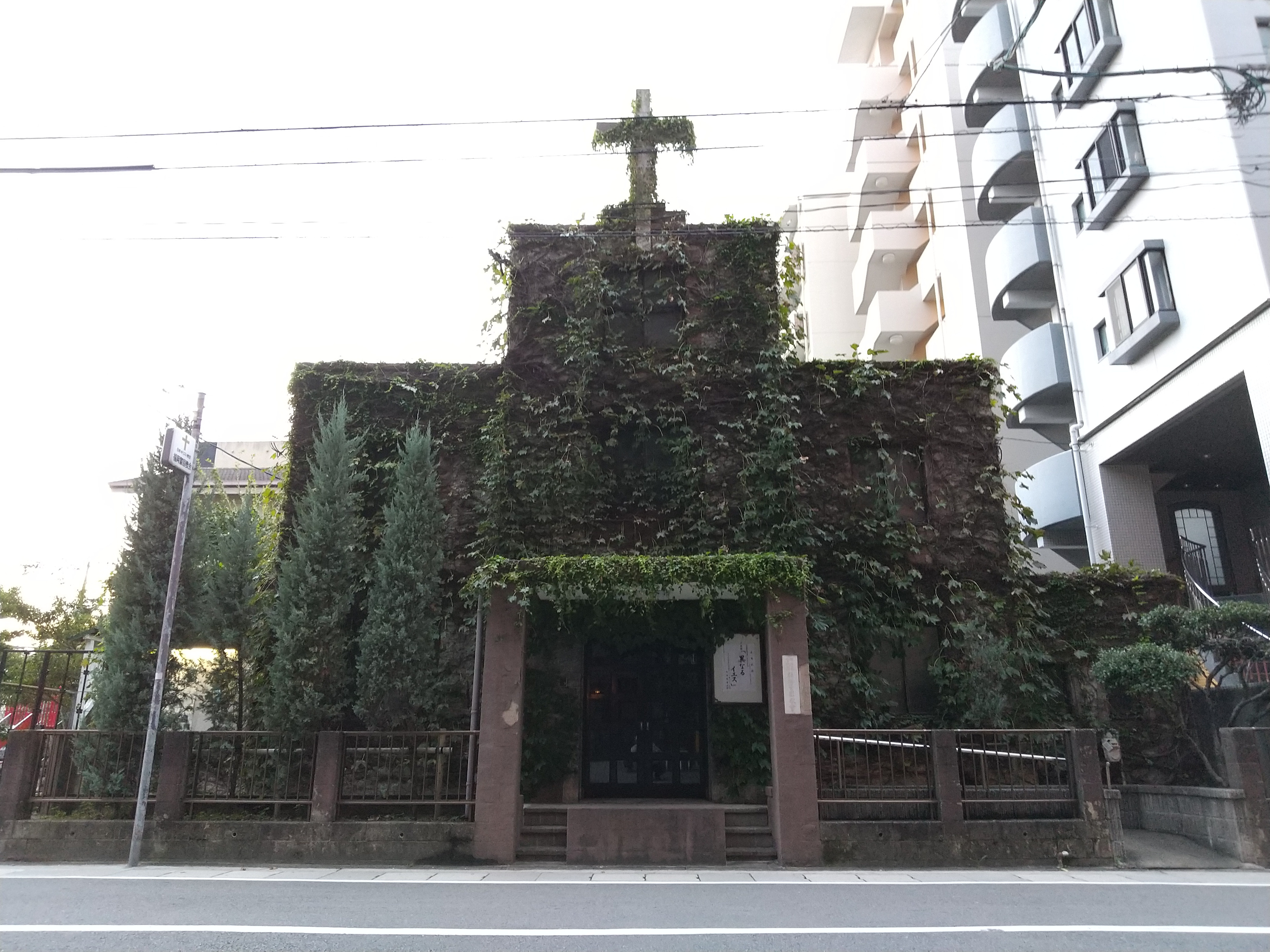
福岡警固教会
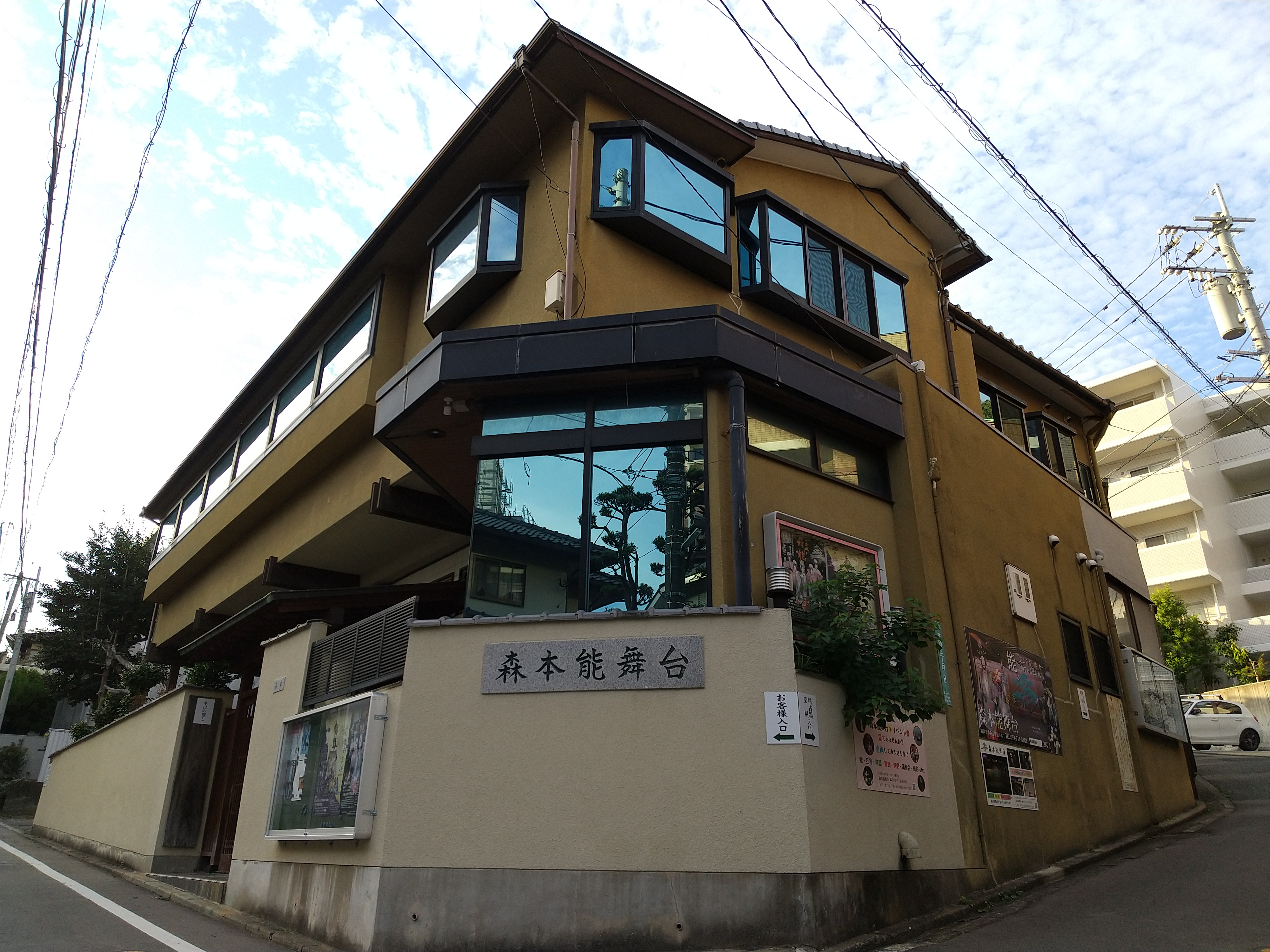
森本能舞台

## 名所・旧跡
- 西光寺（さいこうじ）[注釈 12]
- 香正寺（こうしょうじ）[注釈 13]

名所・旧跡の写真
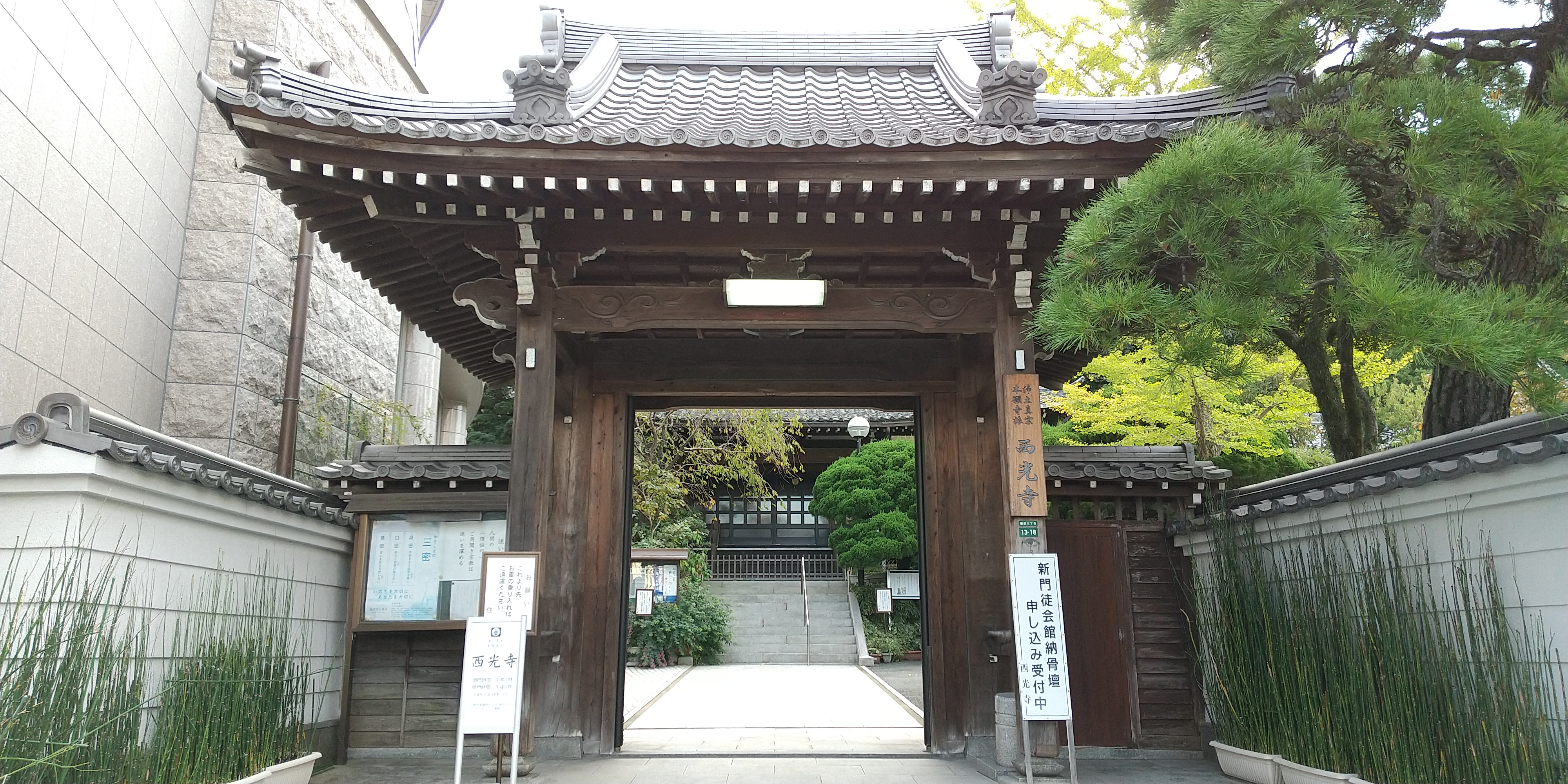
西光寺
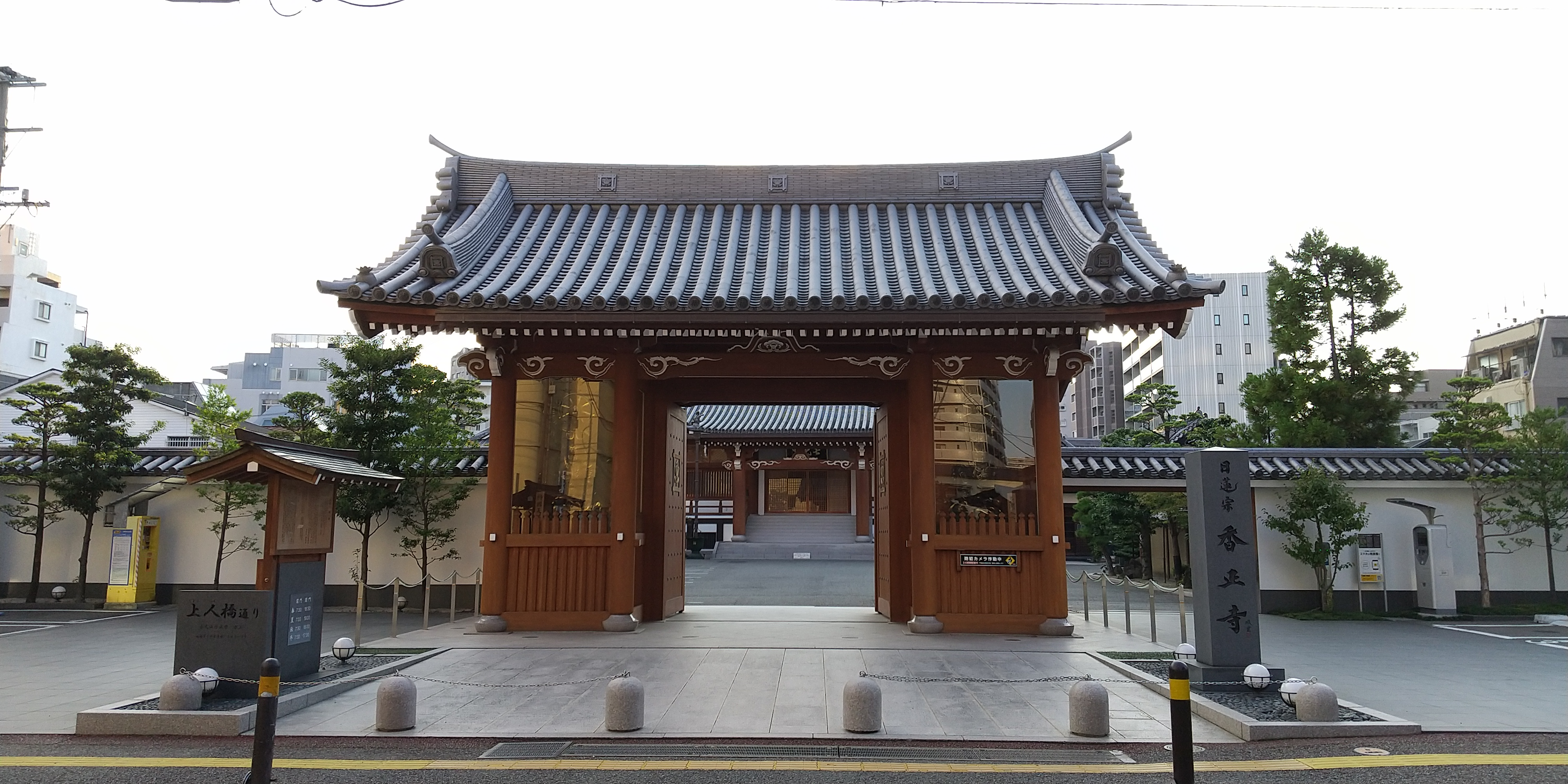
香正寺